# Труханов, Геннадий Леонидович
Генна́дий Леони́дович Труха́нов (укр. Геннадій Леонідович Труханов; род. 17 января 1965, Одесса, Украинская ССР, СССР) — украинский политический деятель. Городской голова Одессы с 27 мая 2014 года, народный депутат Украины VII созыва. Кандидат психологических наук.

## Биография
Родился 17 января 1965 года в Одессе, учился в средней школе № 4 родного города. В 1986 году окончил Одесское высшее артиллерийское командное училище им. Фрунзе. После окончания обучения присвоено звание лейтенанта. Специальность — инженер по эксплуатации артиллерийской техники и вооружения. Образование высшее.
С 2002 по 2006 год учился в Киевском национальном университете внутренних дел, где получил квалификацию юриста. 
В 2008 году защитил диссертацию в Одесском национальном университете И.И. Мечникова на соискание степени кандидата психологических наук на тему "Основные конструкты симптомокомплекса психологической жертвы (на примере казусных и деликтных личностей)" 
В 2013 году завершил обучение в Одесском региональном институте государственного управления Национальной академии государственного управления при Президенте Украины.

### Военная служба
- С 1982 по 1986 год учился в Одесском высшем артиллерийском командном училище, после окончания которого получил звание лейтенанта и получил специальность инженера по ремонту и эксплуатации автомобильной техники.
- В 1986—1992 годах — служба в Северо-Кавказском военном округе. Начал службу в звании лейтенанта, а закончил — в звании капитана.
- В 1992 году — в связи с сокращением и личным желанием уволился из Вооружённых сил.

### Трудовая деятельность
- С 1992 по 1993 гг. — начальник службы безопасности на малом научно-производственном предприятии «Минимакс».
- С 1993 по 1996 гг. — директор охранной компании Капитан & Кo.
- С 2001 по 2002 гг. — советник генерального директора по безопасности предприятия с иностранными инвестициями ООО «Лукойл-Украина».
- С 2004 по 2007 гг. — советник, помощник-консультант в Верховной Раде Украины.
- С 2007 по 2008 гг. – советник директора по связям с органами государственной власти и общественностью частного предприятия «Укртрансконтейнер»
- С 2008 по 2011 гг. — главный специалист отдела региональных отношений Департамента по делам ветеранов Государственного комитета Украины по делам ветеранов
- С марта 2012 г по ноябрь 2012 г. - заместитель генерального директора по работе с клиентами ООО «Бруклин-Киев»

### Политическая деятельность
- С 2005 по 2012 год — депутат Одесского городского совета.
- С 2006 по 2010 год — председатель постоянной депутатской комиссии Одесского городского совета по вопросам молодежи и спорта.
- В 2010 году — переизбран депутатом Одесского городского совета. Возглавил Фракцию Партии регионов Одесского горсовета. На парламентских выборах 2012 года был избран народным депутатом Украины от Партии регионов по одномандатному мажоритарному избирательному округу № 136. По результатам голосования одержал победу набрав 60,91 % голосов избирателей. Глава подкомитета по вопросам взаимодействия с иностранными государствами, органами местного самоуправления, предпринимателями и организациями комитета ВР по вопросам верховенства права и правосудья. После победы Евромайдана, 22 февраля 2014 года вышел из фракции Партии Регионов и остаток каденции состоял в депутатской группе «Экономическое развитие».
- 25 мая 2014 года победил на внеочередных выборах городского головы Одессы, набрав 43,49 % голосов избирателей. 27 мая 2014 года на внеочередной сессии Одесского городского совета принял присягу и приступил к исполнению обязанностей городского головы[1]. При этом, в нарушение закона, оставался народным депутатом до конца работы Верховной Рады VII созыва в ноябре 2014 года.

На местных выборах 25 октября 2015 года переизбран городским головой Одессы, набрав 52,2 % голосов избирателей (138,865 тыс. человек). 28 октября 2015 года соответствующее решение было утверждено сессией горсовета.
В апреле 2016 года протестующие поставили под городской администрацией палаточный городок с требованием отставки Труханова и провели митинг (акция «Одесса без Труханова»); в ночь на 26 апреля было совершено нападение на палаточный городок активистов. 22 июня 2016 в Одессе прошёл форум Ассоциации городов, на который приехали городские головы из разных регионов и другие политики. Тогда всего 7 тысяч одесситов подписали обращение к Президенту Украины с требованием отставки городского головы..
14 февраля 2018 года Геннадий Труханов был задержан сотрудниками Государственной пограничной службы Украины в столичном аэропорту «Борисполь». Но уже 15 февраля 2018 года был отпущен на поруки депутата БПП Дмитрия Голубова. В июле 2020 года Малиновский районный суд оправдал всех обвиняемых по этому делу. Суд вынес решение, что между ними не было никакого заговора и преступного намерения при покупке Краяна. Труханов считает «Дело Краяна» политически мотивированным, назвав бывшего руководителя Одесской области Михаила Саакашвили среди заинтересованных сторон.
25 декабря 2018 года включён в список украинских физических лиц, против которых российским правительством введены санкции.
2 июня 2019 года в Харькове состоялся учредительный съезд новой партии «Доверяй делам», двумя сопредседателями которой были выбраны мэры Харькова и Одессы Геннадий Кернес и Геннадий Труханов.
На местных выборах 2020 года участвовал в выборах мэра города Одесса от партии «Доверяй делам». В первом туре занял 1-е место (37,54 %, 77518 голосов), обойдя представителя ОПЗЖ Николая Скорика (19,06 %, 39351) и кандидата от Европейской солидарности Петра Обухова (11,26 %, 23257).

## Предпринимательская деятельность, вопросы гражданства
Согласно Панамскому архиву, опубликованному в апреле 2016 года, Геннадий Труханов владеет более чем двадцатью предприятиями через офшоры на Виргинских островах. При этом в регистрационных документах Геннадий Труханов указывается как гражданин Российской Федерации. СБУ по результатам расследования не нашла подтверждения наличию российского гражданства. 

## Деятельность на посту городского головы Одессы
В 2018 году Геннадий Труханов открыл Центр комплексного социального обслуживания, где жители города могут получить любую социальную услугу, получить необходимую справку или проконсультироваться за считанные минуты. При поддержке ЮНИСЕФ Одесский центр интегрированных социальных услуг реализовал первый на Украине пилотный проект по сопровождению клиента по принципу «кейс-менеджмент».   
Во время каденции Геннадия Труханова в 2016 году КП «Одесгорэлектротранс» модернизировало трамвайные вагоны и ремонтные мастерские, разработало собственный каютный трамвай «Одиссей», установило электронные табло для информирования о прибытии трамваев и троллейбусов, а также разработало портал для отслеживания движения муниципального электротранспорта.
С нуля была построена новая школа — Европейский лицей. В школах открыты новые стадионы, а также введена новая система питания по системе шведского стола. В Пересыпском районе города построена новая детская поликлиника, которая оснащена 83 кабинетами педиатров, которые принимают более 100 специалистов. Больница обслуживает до 550 пациентов в одну смену. По инициативе Геннадия Труханова в 2015 году в Одессе было построено новое дошкольное образовательное учреждение. В 2019 году был открыт первый Инклюзивный ресурсный центр: это комплекс зданий, адаптированных для людей с ограниченными возможностями, общей площадью около 500 кв. м с собственной инфраструктурой и территорией. Под патронажем центра находятся 300 подопечных. Филиалы центра есть во всех районах города.  
Отреставрирован ряд известных памятников архитектуры: в частности, Потемкинская лестница, Дом Руссова, Дом Фальц-Фейна, Доходный дом Скаржинского, а также отреставрированные дома по следующим адресам:
- ул. Еврейская, 12[24];
- ул. Еврейская, 14[24];
- ул. Дерибасовская, 31 на углу ул. вице-адмирала Жукова[24];
- ул. Пушкинская, 16 на углу ул. Бунина[24].

Были модернизированы существующие парки отдыха и построены новые. Стамбульский парк — совместный проект Геннадия Труханова и мэра Стамбула Кадира Толбаша. Открытие арт-зоны Греческого парка состоялось в рамках празднования дня рождения Одессы, а сам парк создан при поддержке греческой диаспоры. В 2020 году Геннадий Труханов открыл эстакаду на 10-й станции Большого Фонтана, которая позволила соединить две части «Трассы здоровья», общая протяженность которой составила 15 километров и стала самой большой велосипедно-пешеходной дорожкой в стране. Также с 2021 по 2023 год в Одессе обустроили более 130 км велополос и велодорожек. В 2020 году Геннадий Труханов ввел мораторий на застройку побережья Одессы.
Геннадий Труханов возглавил Федерацию тайского бокса Украины, которая была создана в июне 1995 года. Основными направлениями деятельности Федерации являются: развитие тайского бокса на Украине, проведение международных и национальных соревнований по этому виду спорта в стране. В 2018 году по инициативе Геннадия Труханова  появился парламент старшеклассников, основными направлениями деятельности которого являются представление интересов учащихся своих учебных заведений и реализация проектов в благотворительной, экологической, национально-патриотической, интеллектуальной и творческой сферах. В этом же году мэр Одессы Геннадий Труханов помог в реализации проекта «Одесская школьная баскетбольная лига», в котором приняли участие 80 команд, представляющих 50 школ города.
В 2017 году в Одессе появился «Общественный бюджет» процесс взаимодействия между Одесским городским советом и исполнительными органами с общественностью, направленный на привлечение субъектов предпринимательской деятельности, общественных организаций и жителей города к участию в бюджетном процессе путем представления проектов и проведения открытых публичных голосований. Геннадий Труханов в апреле 2017 года представил платформу «Социально-активный гражданин». По распоряжению мэра Одессы был создан Молодежный совет при городском голове. Молодежный совет является консультативным органом по вопросам молодежной политики, создан для взаимодействия между органами исполнительной власти Одесского городского совета и молодежью города Одессы, обеспечения координации действий по решению вопросов, связанных с жизнью молодежи и ее участием во всех сферах общественной жизни город.
В 2025 году Геннадий Труханов вместе с народными депутатами представил Украину на Парламентском форуме по безопасности в Мадриде, обсудив вызовы, с которыми сталкиваются города во время войны.

### Всемирное наследие ЮНЕСКО и международное сотрудничество
С началом полномасштабного вторжения работа по включению Одессы в Всемирный список перешла в разряд вопросов безопасности. Городские власти Одессы провели переговоры с главой Центра всемирного наследия ЮНЕСКО Лазарем Элундо Ассомо, который помог быстро собрать рабочую группу, в которую вошли сотрудники Министерства культуры Италии, научные сотрудники Туринского политехнического университета, члены номинационного комитета ЮНЕСКО и, конечно же, одесские историки.  культурологи и архитекторы. Благодаря этому Одесса получила заветный статус ЮНЕСКО. В январе 2023 года исторический центр Одессы был включен в Список всемирного наследия ЮНЕСКО и Список объектов всемирного наследия ЮНЕСКО, находящихся под угрозой. В границах этого объекта находится почти 200 памятников культурного наследия, значительная часть которых имеет общегосударственное значение. Процедура началась более 10 лет назад, но не увенчалась успехом. После начала полномасштабного вторжения мэр Одессы Геннадий Труханов собрал одесских историков, краеведов, команду Министерства культуры и информационной политики и дипломатов, которые сделали все возможное, чтобы город получил статус объегруппукта Всемирного наследия ЮНЕСКО. 
С 2014 года Одесский городской совет под руководством Геннадия Труханова установил побратимские и партнерские отношения с рядом иностранных городов. Подписаны соглашения о сотрудничестве с Йокогамой (Япония), Констанцей (Румыния), Венецией (Италия), Клайпедой (Литва), Марракешем (Марокко), Майами (США), Момбасой (Кения), Майнцем (Германия). Кроме того, мэр Одессы ежегодно организует Дипломатическую рождественскую ярмарку с участием представителей дипломатических миссий и культурных центров.

### Полномасштабное вторжении России
С начала полномасштабного вторжения России на Украину Одесса сосредоточилась на помощи ВСУ и подразделениям территориальной обороны.
В ночь на 23 июля Россия нанесла ракетный удар по Спасо-Преображенскому кафедральному собору в Одессе. Произошло прямое попадание в алтарь, в результате атаки культовое сооружение собора было частично разрушено. Труханов обратился к россиянам на русском языке:
Если бы вы только знали, как сильно Одесса вас ненавидит. Не только ненавидит, но и презирает. Вы воюете с маленькими детьми. С православными храмами. Да что тут скажешь - ваши ракеты летят даже на кладбище. Во время этой войны вас называли разными именами. Рашисты, орки, подонки и гниды. Тем не менее, это еще ласково. А вы просто существа без рода и племени, морали и ценностей. И без будущего. Вы нас, одесситов, знаете очень плохо. Ты не сломишь нас, но разозлишь еще больше. Сила наших защитников, помноженная на ярость и боль простых людей, будет вашим приговором. Слава Украине!
Одесса под руководством Труханова получает гуманитарную помощь со всего мира и продолжает поддерживать социальные стандарты в условиях войны. Мэр организовал создание гуманитарного центра помощи беженцам и внутренне перемещенным лицам, который активно работает во всех районах города. Также при содействии Труханова в июне 2022 года был открыт Муниципальный центр содействия занятости, который помогает переселенцам интегрироваться на местный рынок труда и трудоустраиваться в коммунальные предприятия. Для социальной адаптации и реабилитации военнослужащих по инициативе Труханова был создан Центр обслуживания «ХАБ Ветеран», оказывающий всестороннюю поддержку ветеранам и их семьям. Власти Одессы под руководством мэра активно сотрудничают со всеми военными структурами, выполняя их запросы в кратчайшие сроки.

## Награды
- Почётная грамота Кабинета Министров Украины (19 января 2005)[55]
- Орден Данилы Галицкого (10 сентября 2008)[56]
- Орден «За заслуги» III степени (25 июня 2010)[57]
- Почётный знак отличия Одесского городского головы «Знак почёта» (2010)
- Почётный знак отличия Одесского городского головы «За заслуги перед городом» (2011)
- Знак отличия Президента Украины — юбилейная медаль «20 лет независимости Украины» (19 августа 2011)[58]
- Орден «За заслуги» II степени (24 августа 2013)[59]

## Семья
Женат. Имеет двух дочерей — Екатерина (род. 1986) и Алиса (род. 2000).